# 马克·诺布尔
马克·诺布尔（英語：Mark Noble，1987年5月8日—），出生於倫敦景寧鎮，是一名前英格蘭足球運動員，司職中場。馬克·盧保是西汉姆联的青訓產品，在2006-07年英超聯賽季季末獲從預備組提升至一隊，在最後十場護級生死戰中，憑著出色的表現，成功拯救球隊逃離降級邊緣。2021/22球季完結後宣佈退役。

## 生平

### 球會
诺布尔加入西汉姆联成為學童及以十五歲成為最年輕球員在預備組上陣。在2003年7月加盟青年隊，並以17歲之齡在2004年8月的英格蘭聯賽盃為一隊首仗演出，以2-0擊敗修安聯。在2005年1月25日的英冠聯比賽首次亮相，以4-2作客擊敗狼隊。
西汉姆联重返英超聯後，盧保被召入與熱刺、曼聯等的比賽。隨後被外借至侯城，五次為球隊代表上陣，但是因下背部受傷送回原隊。
前領隊柏祖（Alan Pardew）形容盧保是球會中既成功而且極具潛質的新人，發現到一個難題是找出他在場上最佳位置及特點。盧保在他的一隊生涯中成為了一位優秀的中場中球員。盧保贏得了西汉姆联的2004-05年度最佳年青球員。
盧保在2006年8月簽下三個月外借合約至葉士域治 ，以增加在聯賽的經驗。在英冠聯上陣13次，其中一次是後備上陣，在2006年9月12日射入首個職業聯賽入球，協助球隊以2-1擊敗考文垂。外借合約完後，部份英冠聯球隊有意簽下或外借盧保，但是盧保選擇返回西汉姆联及期望在一隊上陣。
在2007年1月英格兰足总杯第三圈主場迎戰布莱顿，盧保射入在一隊的首個入球，結果主隊以3-0獲勝，同時獲得該場的最佳球員（Man of the Match）獎項。
在2007年3月4日，盧保獲新領隊阿兰·柯比什利從預備隊提升至一隊，委派他主場迎戰，任職防守中場的位置。盧保在該場首次上陣及射入英超聯首個入球，雖然西汉姆联經過一輪血戰下以3-4不敵對手，卻使他開始受到注目，開始穩住正選席位。
在2007年5月5日，護級戰最後一場生死戰。特维斯把球傳出，盧保射入他於該季的第二個入球。結果球隊以3-1擊敗保頓，拯救了西汉姆联並逃出已逗留五個月的降級地帶，宣佈成功護級。
在2007年5月，盧保在2006-07年賽季贏得了兩個Knees Up Mother Brown獎項，這個由韋斯咸球迷網站Knees Up Mother Brown （页面存档备份，存于）所舉辦的票選活動。盧保以壓倒性的姿態（99%）成為該季最佳年青球員，而盧保對保頓的入球亦成為年度最佳入球。盧保也曾在2004-05賽季這項獎項。
盧保在2007-08年賽季開季的首場對曼城的比賽表現差勁，球隊以2-0落敗。但是，盧保在第二場比賽作出改變，表現傑出及射入唯一的十二碼入球，作客以1-0擊敗伯明翰。接下來的比賽在斯科特·帕克）缺陣下表現出色。
2015年9月，盧保獲韋斯咸委任為球隊隊長。

### 國家隊
盧保曾是英格蘭U18隊隊長，代表英格蘭在2005年歐洲U-19足球錦標賽四強以3-1撃敗塞尔维亚和黑山，不幸地在決賽敗陣於法國。
盧保在2007年6月11日首次為英格蘭U21披甲上陣，在2007年歐洲U-21足球錦標賽比賽的82分鐘後備上陣代替，最終英格蘭U21以0-0逼和捷克U21。
盧保代表英格蘭U21在2007年歐洲U-21賽事中，在四強對荷蘭U21的比賽互射点球，結果以13-12敗陣。
盧保在2007年9月11日對保加利亞U21的比賽中射入首個U21國際賽入球，最終作客以2-0取勝。
2009年6月1日盧保獲選進入英格蘭U21參加在瑞典舉行2009年歐洲U-21足球錦標賽決賽週最後23人大軍名單。6月15日首戰芬蘭U21，盧保代替因傷缺陣的（Nedum Onuoha）擔任隊長，在大部分時間10人應戰下，最終以2-1險勝取得首場勝仗，賽後獲選是場「最佳球員」（Man of the Match）。

## 榮譽

### 球會
西漢姆
- 英格蘭足球冠軍聯賽附加賽冠軍：2005、2012年

### 個人
- 西漢姆年度最佳球員：2011–12、2013–14賽季

## 外部連結
- Soccerway資料庫：马克·诺布尔
- 足球資料庫：馬克·盧保 （页面存档备份，存于）
- Sporting-heroes.net （页面存档备份，存于）